# Jaques Daliwe
Jaques Daliwe was een Vlaams miniaturist die actief was in Parijs, tussen ca. 1400 en 1420. Er is van hem alleen een schetsboek bekend dat nu bewaard wordt in de Staatsbibliothek zu Berlin als Liber Picturatus A74. Volgens de online encyclopedie van Larousse was hij actief tussen 1380 en 1416, maar in een samenvatting van de literatuur omheen dit schetsboek komt de periode 1400-1420 naar voren.

## Beschrijving schetsboek
Het schetsboek bevat 12 paneeltjes van buxushout van 88 bij 130 mm met 22 taferelen erop geschilderd. Op de eerste tekening staat onderaan een naam geschreven: “Jaques Daliwe”. De tekeningen zijn sterk verschillend wat betreft thematiek, compositie en stijl, maar men gaat ervan uit dat ze werden uitgevoerd door slechts één kunstenaar. De tekenaar maakte gebruik van lood- en zilverstift voor de tekeningen die gemaakt werden op  buxushouten paneeltjes. Die werden eerst afgeschuurd en voorbereid met gesso op basis van wit beendermeel. De tekeningen werden verlevendigd met verftoetsen hier en daar. De aureolen werden met goudverf ingekleurd.

## Inhoud
Twaalf van de tekeningen bestaan uit een enkele scène hetzij religieus of profaan, onder meer een tekening met twee evangelisten in een scriptorium,  een annunciatie, een Maria-Visitatie, een Kroning van Maria en een Geseling van Christus en een Man van Smarten. Verder zijn er nog tekeningen van pelgrims bij een stad aan een rivier, een heremiet voor zijn cel, een drakendoder, een figuur rijdend op een griffioen, een arend en een zwaan en een boer met een ossenspan. Daarnaast zijn er zes scènes met figuren op halve lengte en vier folia met studies van hoofden van personen met verschillende afkomst, zowel Europeanen als Afrikanen en Aziaten.

## Stijlkenmerken
De inhoud is zeer heterogeen en geeft diverse voorbeelden van de stijl die in de periode dat het boek werd gemaakt, gebruikelijk was of opgang maakte. Een voorbeeld hiervan is een tekening met de geseling van Christus, waarop praktisch alle personages zijn terug te vinden uit dezelfde scène in twee verschillende getijdenboeken geïllustreerd door de Gebroeders Van Lymborch namelijk een uit de Ailly getijden nu bewaard in The Cloisters te New York en het andere uit een getijdenboek in de verzameling van graaf Seilern in Londen. De figuren zijn bijna exact tot in de details afgebeeld zoals in de originele werken, de stijl daarentegen is compleet verschillend. Bij de Limburgs zien we een stilstaande fase met elegante, geraffineerde personen maar zonder authentieke emoties, bij Daliwe zit de tekening vol leven en beweging en de gelaatstrekken zijn sterk gepersonaliseerd zodat de beulen er ook als beulen uit zien.
Men kan de tekeningen stilistisch onderbrengen in vier groepen. Een eerste groep zijn tekeningen die kunnen gerelateerd worden aan Jacquemart de Hesdin en André Beauneveu, een tweede zijn naturalistische tekeningen die gerelateerd zijn aan de miniaturen in Le Livre de Chasse (ca. 1405-1410; Parijs, Bibliothèque nationale de France MS. fr. 616); verder zijn er de schetsen die in verband kunnen gebracht worden met het werk van de Gebroeders Van Lymborch en ten slotte tekeningen in de stijl die gebruikelijk was aan het Franse hof omstreeks 1420.

## Andere werken
Deze meester zou gewerkt hebben aan het hof van Jean de France, duc de Berry en Dr. Helga Kreuter-Eggemann wijst in haar boek Das Skizzenbuch des Jaques Daliwe de miniaturen in de verluchting van de Getijden van de Heilige Geest in de Très belles heures de Notre-Dame, toe aan deze meester. Dit wordt afgewezen door Köllner, Jenni en Meiss. Köllner en Jenni plaatsen hem in Vlaanderen, vooral omwille van het realisme in zijn stijl, dat veel meer uitgewerkt was dan bij andere kunstenaars die in die tijd werkzaam waren aan het Franse hof.
Mojmir S. Frinta oppert in haar bespreking van het werk van Helga-Kreuter-Eggemann, de mogelijkheid dat Daliwe kan geïdentificeerd worden met de Rohan-meester, met Jacob Coene uit Brugge of met de Luçon-meester.
- Gemeinsame Normdatei: 118678655
- International Standard Name Identifier: 0000 0000 8139 6860
- Library of Congress Control Number: nr88003013
- Union List of Artist Names: 500124262
- Virtual International Authority File: 59878242
- WorldCat: E39PCjyqcqdDtDgMV8CVqWDMGd